# Quilliam Foundation
Die Quilliam Foundation wurde im April 2008 in London von Aussteigern aus der islamistischen Szene gegründet und versteht sich als anti-islamistischer Think Tank. Unter der Leitung der beiden Direktoren Maajid Nawaz und Ed Husain (Autor des Buchs The Islamist) und des Präsidenten Noman Benotman organisiert die Foundation Forschungsprojekte, öffentliche Veranstaltungen und Medienkampagnen. Benannt ist sie nach Scheich William Henry Abdullah Quilliam (1856–1932), einem zum Islam konvertierten Briten, der die erste Moschee Großbritanniens in Liverpool errichtete. Im Jahr 2021 stellte die Stiftung ihre Arbeit ein.

## Ziele
Die Quilliam Foundation will „kreative Denkansätze generieren, um der hinter dem Terrorismus stehenden islamistischen Ideologie zu begegnen, und gleichzeitig evidenzbasierte Empfehlungen hinsichtlich politischer Maßnahmen an Regierungen richten.“ Sie weist die Ideologien des Islamismus und Dschihadismus zurück „als von der islamischen Tradition abweichende und somit irrelevante (…) Lesarten des Islam. (Sie) hält den Islam als pluralistische, facettenreiche Tradition aufrecht, die die Pathologie des islamischen Extremismus heilen kann.“
Im Einzelnen strebt die Quilliam Foundation an,
- die Schwächen und Widersprüche islamistischen Denkens und Handelns herauszustellen und zu kritisieren
- eine in den heiligen Schriften des Islam wurzelnde theologische und ideologische Alternative zum Islamismus aufzuzeigen
- öffentlich zu den Gründen für den Austritt ehemaliger Islamisten aus ihren Bewegungen Stellung zu nehmen
- gegenwärtige Islamisten zu ermutigen, ihre Bindung an ihre Bewegungen aufzugeben und sich dem Mainstream-Islam anzuschließen.[4]

Die Quilliam Foundation setzt sich nach eigenen Angaben für die volle Integration von Muslimen als Bürger – nicht als Glaubensgemeinschaft – in die westlichen Gesellschaften ein.

## Tätigkeit
Die Aktivitäten der Quilliam Foundation waren in drei organisatorische Einheiten gegliedert:
- eine Research and Publications Unit führt Forschungsprojekte und Politikberatung zur Integration von Muslimen in westliche Zivilgesellschaften durch und publiziert entsprechende Medien
- im Rahmen der Quilliam Outreach and Training Unit wurde ein Radicalization Awareness Training entwickelt, das ausschließlich von ehemaligen Mitgliedern radikaler islamischer Organisationen durchgeführt wird
- die Global Affairs Unit entsendet führende britische Muslime als „Botschafter“ in islamische Staaten, vor allem nach Syrien und Pakistan, um dort an Universitäten und anderen Bildungseinrichtungen Informationsveranstaltungen über muslimisches Leben in westlichen Staaten durchzuführen, in denen auch theologische Gegenargumente gegen die Weltsicht von Al-Qaida entwickelt werden. Diese internationalen Programme zielen u. a. darauf ab, „den Verkehrsfluss islamistischen Gedankenguts zu unterbrechen“[5]

## Kritik
Sayeeda Warsi bezeichnete den Think Tank als „ein paar Männer mit gepflegten Bärten, schicken Anzügen und perfekter Aussprache, die genau das erzählen, was die Regierung hören will“. Die Zusammenarbeit von Quilliam mit Tommy Robinson, dem ehemaligen Leiter der English Defense League (EDL), wurde von Beobachtern kritisiert. Nachdem die zunächst bei der Stiftung angestellte Julia Ebner Verbindungen Robinsons zur White-Supremacy-Bewegung nachwies, sei sie aufgefordert worden, eine Entschuldigung zu formulieren, und habe ihre Anstellung verloren. Die Stiftung hatte Robinson nach seinen Angaben Geld dafür gezahlt, die EDL zu verlassen, um dessen vermeintliche Deradikalisierung als Erfolg für sich in Anspruch zu nehmen.
Der Quilliam-Gründer Nawaz wurde für das Verbreiten von Verschwörungstheorien zum Coronavirus und zur Präsidentschaftswahl in den Vereinigten Staaten 2020 kritisiert. Eine Studie der Foundation zu sexuellem Missbrauch von Kindern, die postuliert hatte, dass der Großteil der Täter muslimisch und pakistanisch sei, wurde wegen großer methodischer Mängel als „pseudowissenschaftlich“ kritisiert. Eine Untersuchung des Home Office zeigte zudem, dass die getroffenen Aussagen nicht zutrafen.